# The Xtra Factor (Britse tv-serie)
The Xtra Factor (in 2016 bekend als The Xtra Factor Live) is een programma dat in 2004 gestart werd als aanvulling op de Britse muziekwedstrijd The X Factor.
Het werd uitgezonden op ITV2 en TV3 in Ierland, op zaterdag- en zondagavond na de hoofduitzending van ITV van 4 september 2004 tot 11 december 2016. Het programma bevatte beelden van achter de schermen van The X Factor en toonde de emotionele reacties van de deelnemers nadat de juryleden hun prestaties hadden beoordeeld.